# Ludwig Kurist
Ludwig Iwanowicz Kurist (ur. 4 lipca?/17 lipca 1905 w Petersburgu, zm. 3 października 1995 w Kijowie) – radziecki wojskowy narodowości estońskiej, pułkownik, Bohater Związku Radzieckiego (1945).

## Życiorys
Urodził się w estońskiej rodzinie robotniczej. Wiosną 1918 wraz z rodziną przeniósł się do wsi Miszkino za Uralem (obecnie w obwodzie kurgańskim), gdzie został pomocnikiem stolarza, a po pokonaniu przez czerwonych armii Kołczaka wstąpił do Komsomołu. W 1921 został sekretarzem odpowiedzialnym rejonowej organizacji komsomolskiej, w 1922 został członkiem RKP(b) i wstąpił do Armii Czerwonej oraz do szkoły kawalerii, później dowodził plutonem w kawaleryjskim korpusie Czerwonego Kozactwa. W styczniu 1932 ukończył w Leningradzie kursy doskonalenia kadry dowódczej wojsk pancernych, w latach 1939–1940 uczestniczył w wojnie z Finlandią jako dowódca kompanii czołgów. Po ataku Niemiec na ZSRR brał udział w wojnie z Niemcami, we wrześniu 1941 wyznaczono go naczelnikiem wojsk pancernych i zmotoryzowanych 23 Armii Frontu Leningradzkiego, uczestniczył w obronie Leningradu, w kwietniu 1942 został zastępcą dowódcy, a wkrótce dowódcą 30 Brygady Pancernej 12 Korpusu Pancernego 3 Armii Pancernej na Froncie Woroneskim, 16 stycznia 1943 dowodzona przez niego brygada wyzwoliła Rossosz. Od 30 września 1944 do końca wojny dowodził 52 Gwardyjską Brygadą Pancerną 6 Gwardyjskiego Korpusu Pancernego 3 Gwardyjskiej Armii Pancernej na 1 Froncie Ukraińskim, biorąc udział w walkach na terytorium Ukrainy, Polski, Czechosłowacji i Niemiec, m.in. w operacji sandomiersko-śląskiej, berlińskiej i praskiej. Dowodzona przez niego dywizja wyzwoliła m.in. Piotrków Trybunalski, Karłowice i Pragę, brała też udział w zdobyciu Berlina. 24 czerwca 1945 brał udział w paradzie zwycięstwa na Placu Czerwonym w Moskwie, w 1948 zakończył służbę wojskową. Mieszkał w Leningradzie, a od 1971 w Kijowie.

## Odznaczenia
- Złota Gwiazda Bohatera Związku Radzieckiego (31 maja 1945)
- Order Lenina
- Order Czerwonego Sztandaru (trzykrotnie)
- Order Wojny Ojczyźnianej I klasy

I wiele medali ZSRR oraz odznaczenia zagraniczne.